# Prepirineo catalán
El Prepirineo catalán, habitualmente reducido a Prepirineo, es una unidad de relieve en Cataluña (España). Es la parte catalana de la zona periférica de la cordillera pirenaica propiamente llamado Prepirineo: el conjunto de macizos de relieve intermedio que rodea el eje central de cumbres pirenaicas. La parte catalana ocupa un área menor al extremo suroeste, entre las sierras de la Alta Garrocha, pasando por la Sierra del Cadí, el Moixeró y el Puerto del Conde en el Ripollés, Osona y Llusanés, el Berguedano y el Solsonés, y hasta las tres unidades del Sierra del Montsec en la Noguera, el Pallars Jussá y el Alto Urgel.

## Sierras, cumbres, picos, ríos y desfiladeros

### Sierras Principales
Sierra de Aubenç y Roc de Cogul, Sierra de los Bastets, Sierra de Bellmunt, Riscos de Beví, Sierra de Boumort, Sierra de Busa, Sierra del Cadí (Montsec de Tost), Sierra de Camporan, Sierra de las Canals (Oliana), Sierra de Capsacosta, Sierra Cavallera, Sierra de Malforat, Sierra de la Madriguera, Sierra de Sillar, Sierra de Catllarás, Sierra de Comiols, Puerto del Conde, Sierra de Conivella, Serrado de la Creueta (Das), Sierra de Ensija, La Faiada de Malpàs, Sierra de Falgars, Sierra de Milany, Sierra Mediana (Isona i Conca Dellà), Sierra de Moixeró, Sierra de Monebui, Sierra de Mont, Sierra de Montgrony, Sierra del Montsec, Montsec de Ares, Sierras de Odèn-Puerto del Conde, Rasos de Peguera, Sierra de Picancel, Sierra de Prada, Sierra de Picamill, Sierra de Queralt (Bergadá), Sierra de Santo Gervàs, Sierra de Santa Magdalena (Vallfogona de Ripollés), Sierra de Setcomelles, Sierra de San Juan (Coll de Nargó), Sierra de Tossals, Cordillera Transversal, Serra de Turp, Sierra del Verde, Valle alto de Serradell-Terreta-Sierra de San Gervás
| - Puig de Bassegoda. - Els Cloterons. - Pic de Costa Cabirolera. - Pui de Lleràs. - Montcau (les Valls d'Aguilar). - Sant Quir. - El Vulturó (2.348 metros). | - Coll de l'Arc (Ripollés). - Coll de la Bena (Bergadá). - Coll de Carrera (La Garrocha). - Port del Comte - Coll de Faja (Sales de Llierca) (La Garrocha). - La Collada (Llastarri), Pallars Jussà, terme de Tremp. | - Aigua d'Ora o Aiguadora, afluente del Cardener. - Aigua de Valls, afluente del Cardener. - Cardener, afluente del Llobregat. - Ribera Salada. - Riera de Madrona. - Riera de Merlès. - Riu del Coll de Jouet. - Riu Negre, afluente del Cardener. - Riera de Tordell. | - Congost de Collegats - Congost de Mont-rebei |

## Imágenes

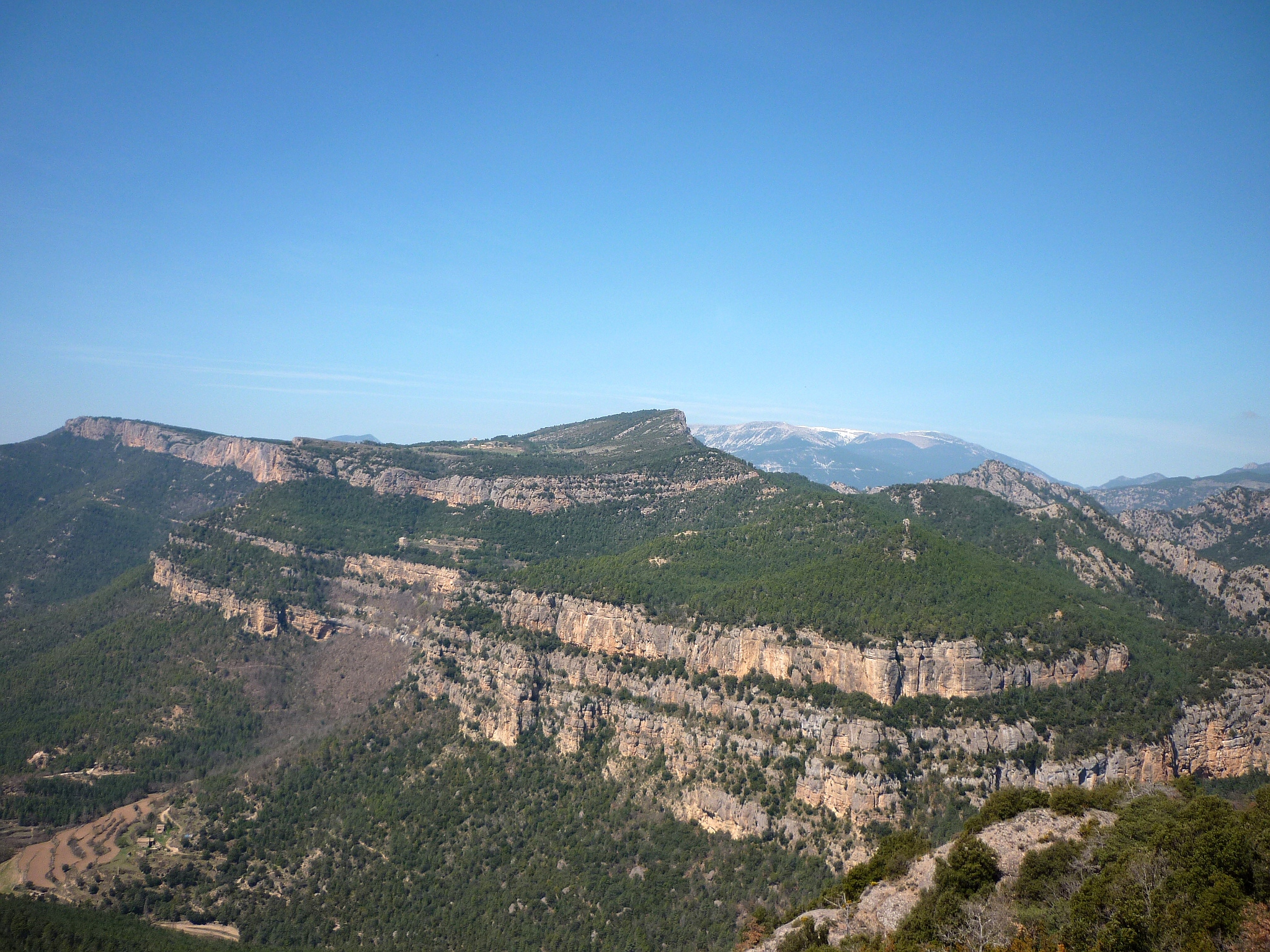
Sierra de Busa
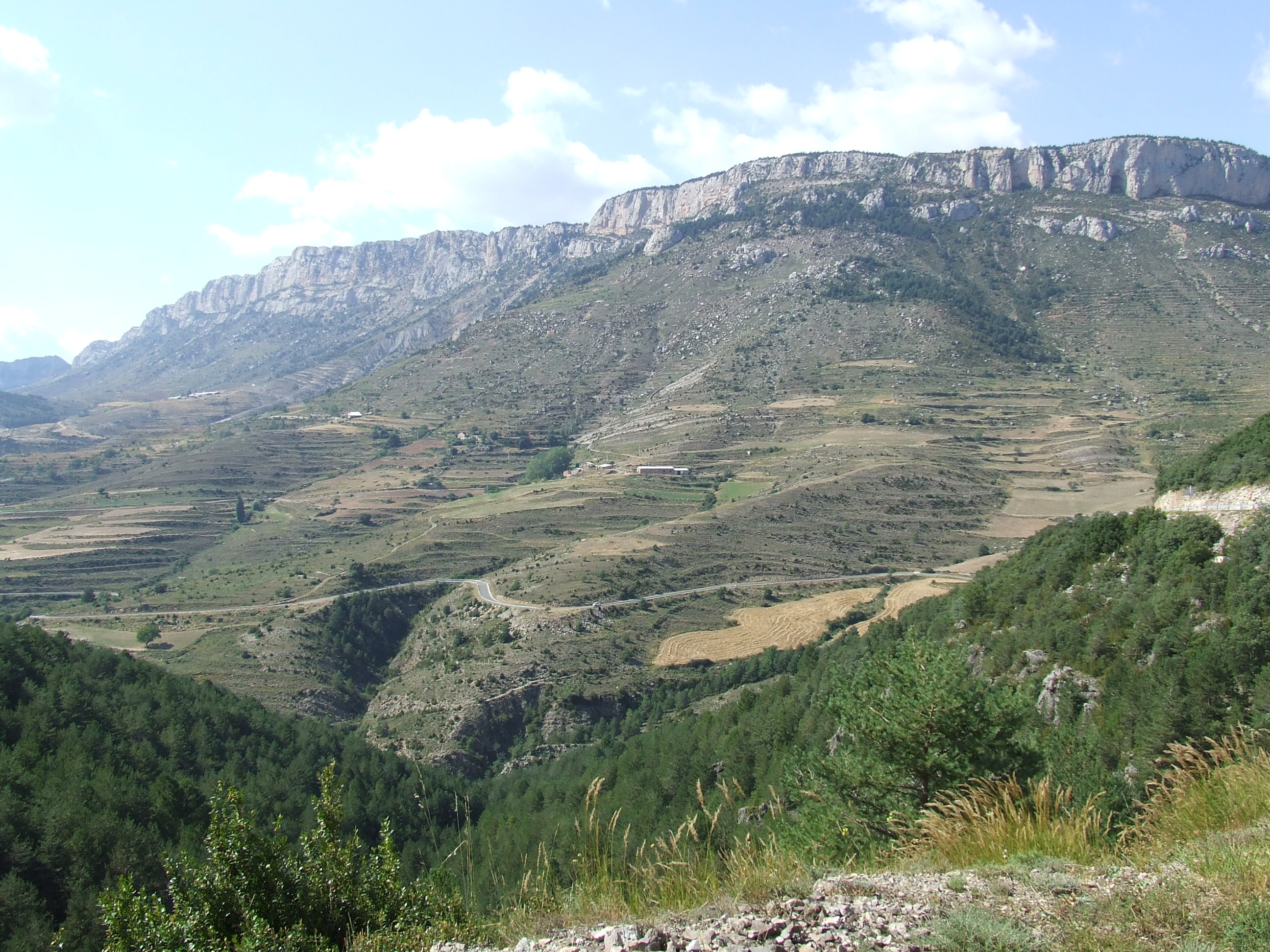
Sierra de Sillar
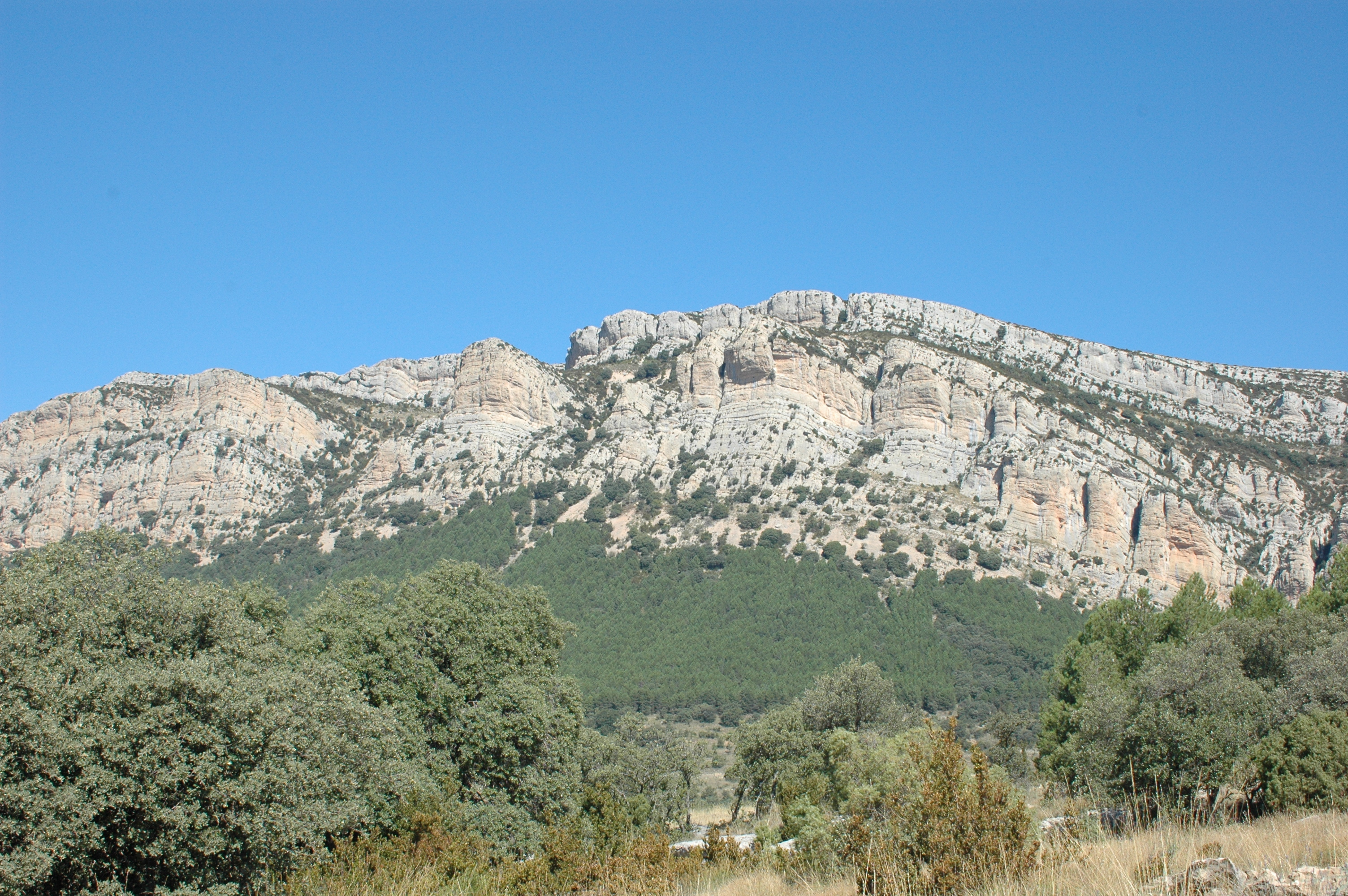
El Montsec de Ares
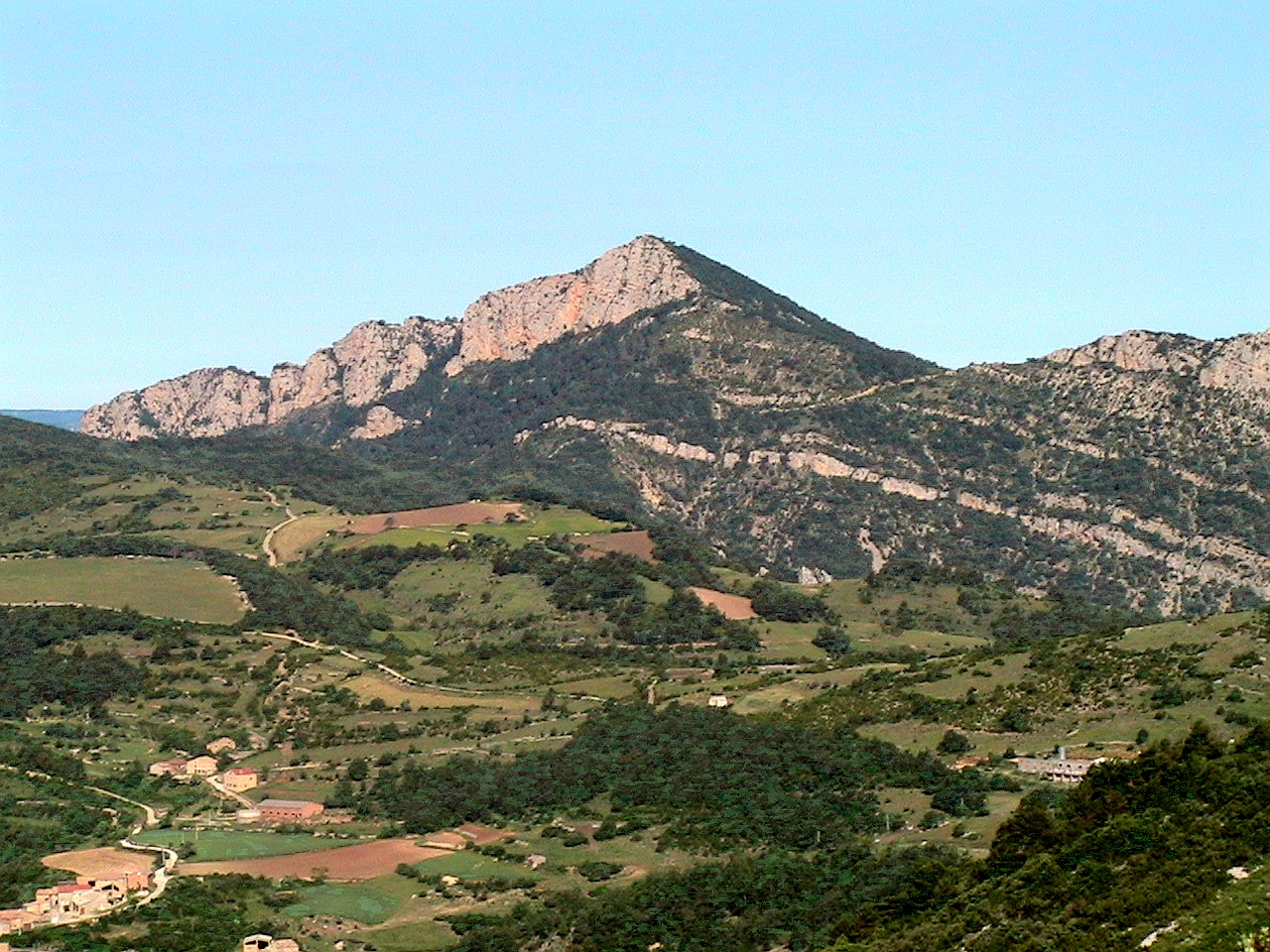
Sierra de Turp
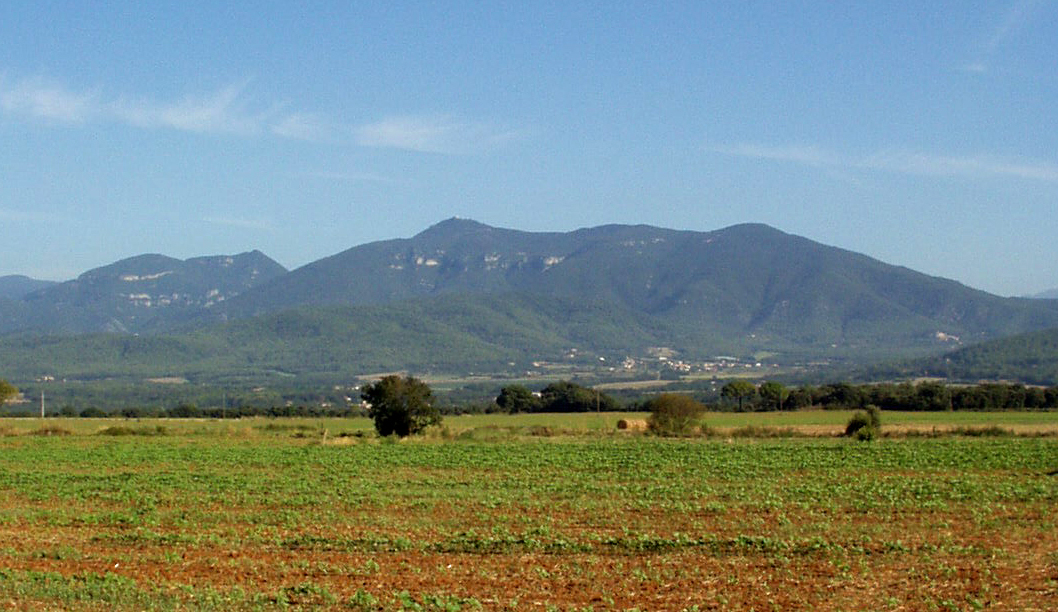
Sierra de Mont
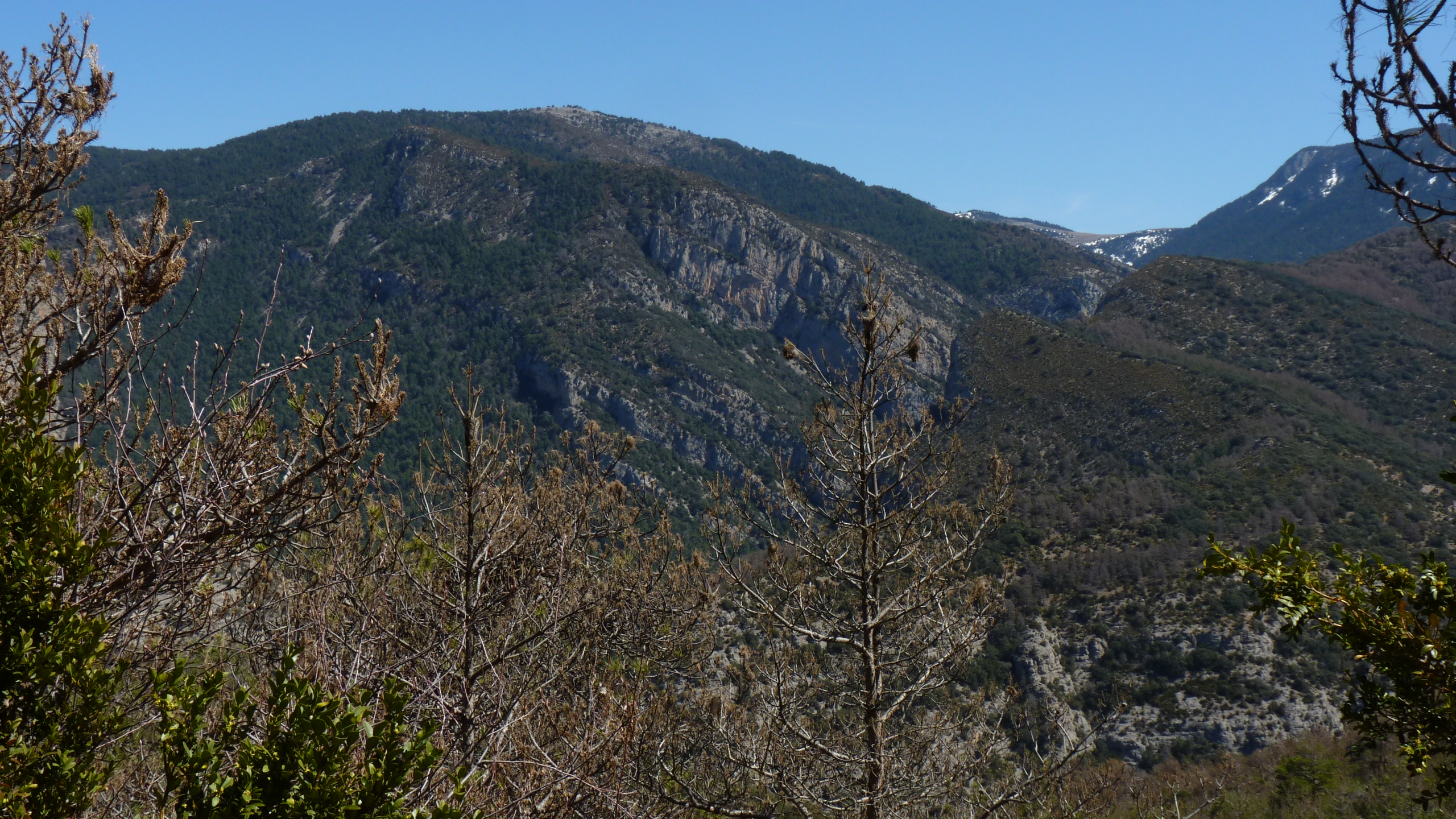
Sierra de Boumort